# Сабор у Сремским Карловцима 1864.
На народном сабору 1864. год. у Сремским Карловцима за митрополита је са већином гласова изабран темишварски владика Самуило Маширевић кога је потом цар наредбом наименовао за патријарха.
Епископа и посланика на сабору је заједно било 81.